# Leskia
Leskia är ett släkte av tvåvingar. Leskia ingår i familjen parasitflugor.

## Dottertaxa tillLeskia, i alfabetisk ordning[1][2]
- Leskia angusta
- Leskia arturi
- Leskia aurea
- Leskia aurifrons
- Leskia bezziana
- Leskia bibens
- Leskia bwambana
- Leskia certima
- Leskia darwini
- Leskia depilis
- Leskia diadema
- Leskia erevanica
- Leskia famelica
- Leskia flava
- Leskia flavescens
- Leskia flavipennis
- Leskia hirtula
- Leskia ignifrons
- Leskia lineata
- Leskia lineaticollis
- Leskia longirostris
- Leskia loriola
- Leskia macilenta
- Leskia miranda
- Leskia pallidithorax
- Leskia palliventris
- Leskia pellucens
- Leskia penaltis
- Leskia pertecta
- Leskia pertinax
- Leskia pilipleura
- Leskia plana
- Leskia pruinosa
- Leskia sanctaecrucis
- Leskia sappirina
- Leskia similis
- Leskia siphonina
- Leskia taylori
- Leskia verna
- Leskia villeneuvei